# Békéscsaba
Békéscsaba (niem. Tschabe, słow. Békešská Čaba, rum. Bichișciaba) – miasto (64,1 tys. mieszkańców - I 2011 r.) na Węgrzech, położone w południowo-wschodniej części Wielkiej Niziny Węgierskiej. Stolica komitatu Békés.
Pierwsze pisemne wzmianki w 1330 roku. Na początku XVIII wieku osiedlili się tu słowaccy luteranie. Prawa miejskie od 1841 roku. Duże skupisko mniejszości słowackiej. Miasto słynie z produkcji kiełbasy czabajskiej.

## Historia
Tereny te były zamieszkane od czasów starożytnych. W epoce żelaza podbijane kolejno przez Scytów, Celtów i Hunów. Po przybyciu Madziarów powstało na tych terenach wiele małych osad.
Pierwsza wzmianka o osadzie Csaba pochodzi z 1330 roku, jej nazwa (która jest także popularnym imieniem męskim) pochodzi z języka tureckiego. Oprócz tego na miejscu dzisiejszego miasta istniało wcześniej jeszcze 8 innych wsi. Kiedy Turcy podbili Węgry i kraj stał się częścią Imperium osmańskiego, miasto ocalało, ale podupadło w wyniku walk przeciwko najeźdźcom w XVII wieku.
W 1715 roku pojawia się wzmianka o Csabie jako o wymarłym mieście, ale już w rok później jest wymieniana jako miasto płacące podatki. Prawdopodobnie nowa Csaba została założona przez Jánosa Györga Harruckerna który zyskał poważanie i majątek za udział w walkach o wolność przeciwko Turkom i kupił tereny zwane krajem Békés. Przed rokiem 1847 miasto trafiło do grona dwudziestu największych miast Węgier, zamieszkane było przez 22 tysięcy ludzi. Niemniej jednak, Csaba była dalej raczej dużą wsią z brudnymi domami i zatłoczonymi ulicami.

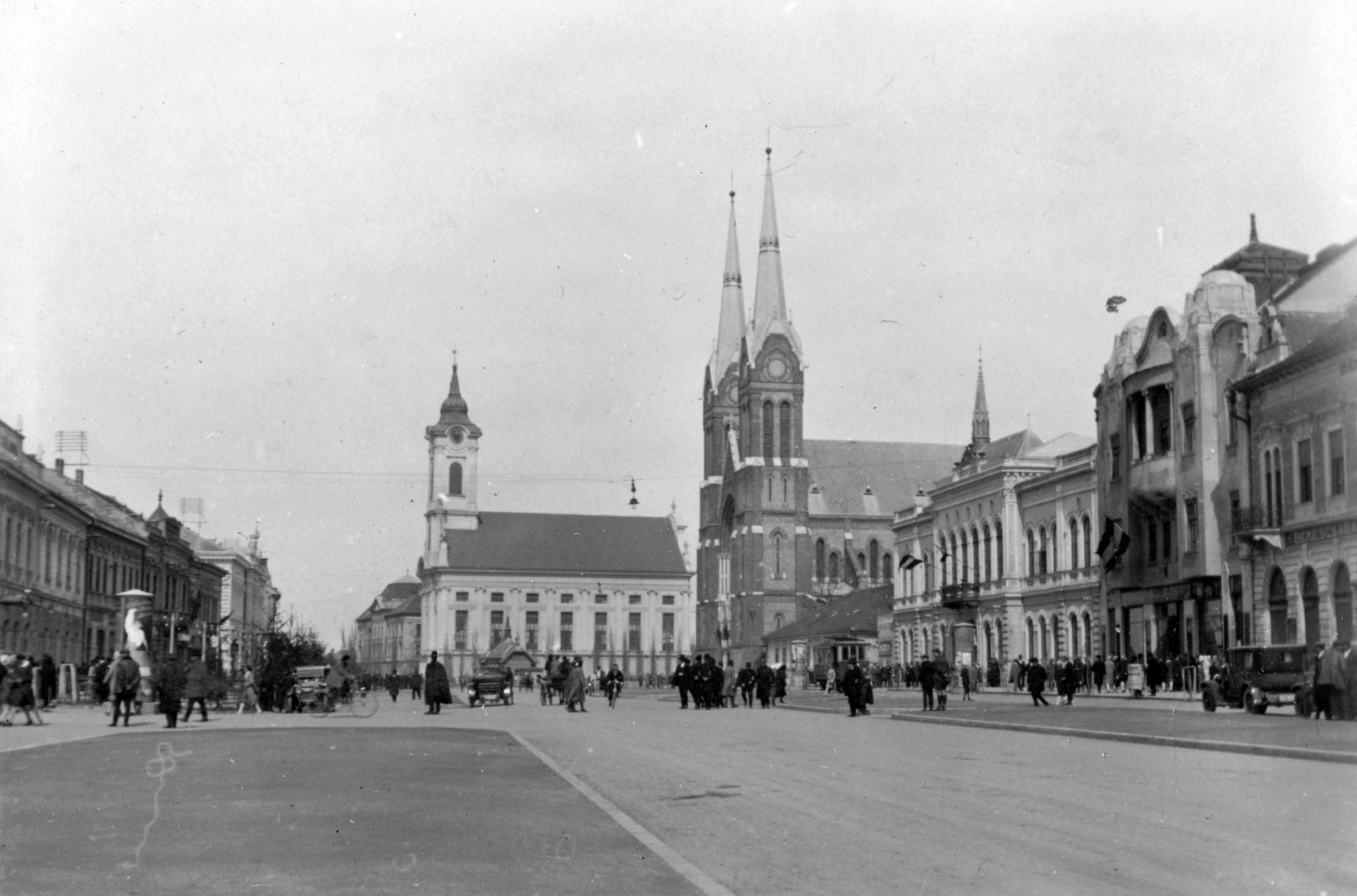
Békéscsaba w 1930 r.

W 1858 roku miasto zostało połączone linią kolejową. To spowodowało rozwój - zostały zbudowane nowe domy i fabryki. Miasto zaczęło prosperować. Jednak pod koniec XIX wieku bezrobocie spowodowało kryzys. W 1891 wybuchł bunt, stłumiony przez rumuńskich żołnierzy. Jedną z najważniejszych osób w polityce miasta był András L. Áchim, który ustanowił spotkanie chłopów i odniósł sukces w przekształceniu Békéscsaby w "miasto z radą".
I wojna światowa przyniosła miastu wiele zniszczeń. Między 1919 i 1920 rokiem Békéscsaba znajdowała się pod rumuńską okupacją. Po traktacie wersalskim Węgry straciły swoje ważne południowe miasta Arad i Wielki Waradyn. Wobec tego Békéscsaba przejęła ich rolę stając się najważniejszym miastem regionu.
W okresie międzywojennym recesja spowodowała biedę i bezrobocie. Powódź w roku 1925 także nie pomogła.

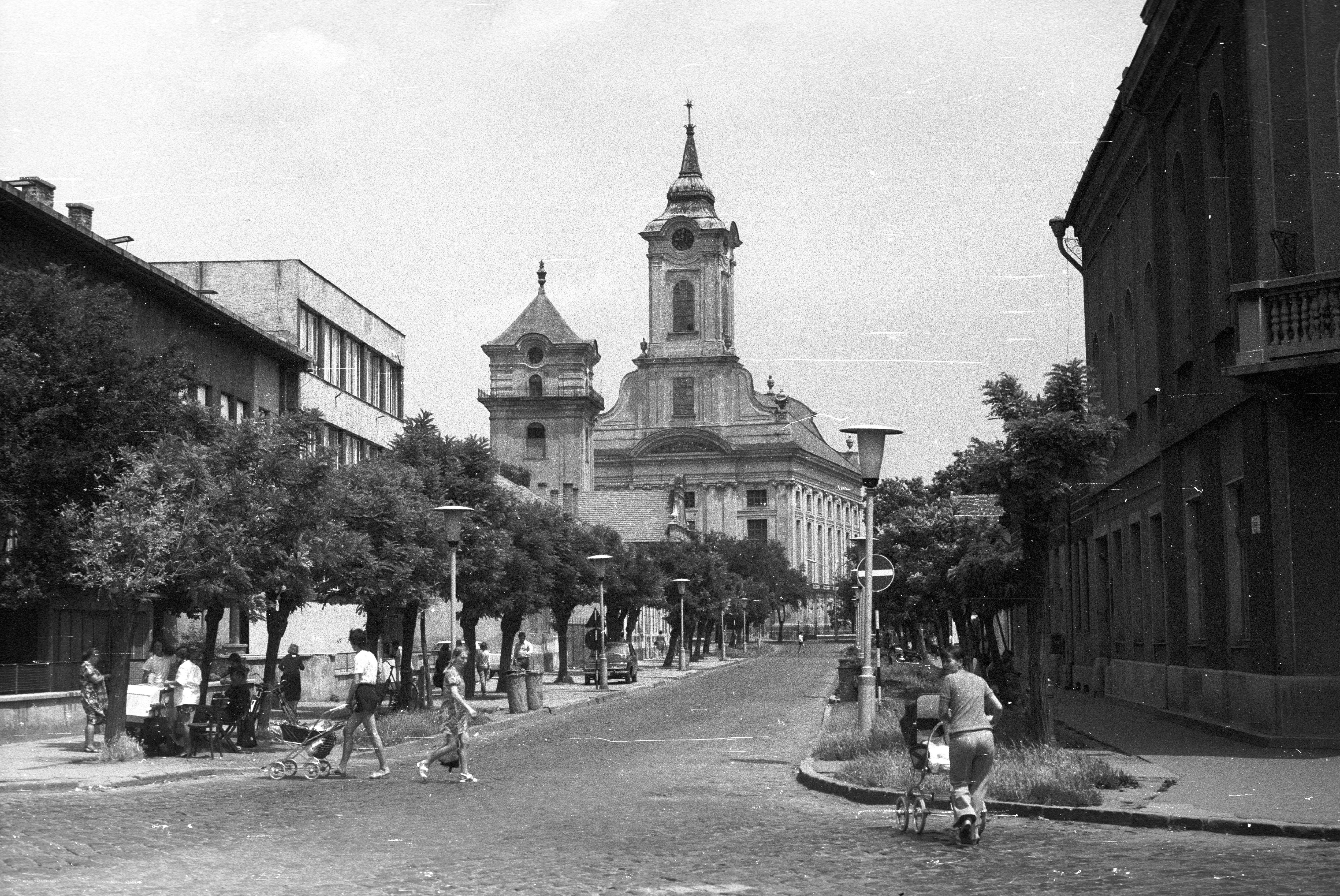
Békéscsaba w 1975 r.

Podczas II wojny światowej bitwy nie toczyły się na tych terenach, ale dwa tragiczne wydarzenia zaszokowały miasto w 1944 roku: między 24 a 26 czerwca ponad 3000 Żydów zostało wywiezionych do Auschwitz-Birkenau. Natomiast 21 września Brytyjczycy i Amerykanie zbombardowali stację kolejową, zabijając ponad 100 osób. 6 października Békéscsaba znalazła się pod okupacją sowiecką.
W czasach komunistycznych Békéscsaba stała się stolicą regionu Békés w roku 1950 i zaczęła się rozwijać w jedno w najważniejszych centrów przemysłu spożywczego Węgier. Po zmianie ustroju w 1990 roku przemysł przeżył kryzys, a wiele ludzi straciło pracę. Dziś Békéscsaba znowu rozwija się i prosperuje.

## Zabytki i pomniki
- Mały Kościół Ewangelicki (Evangélikus kistemplom), barokowy, XVIII w.
- Wielki Kościół Ewangelicki (Evangélikus nagytemplom), klasycystyczny, XIX w.
- Ratusz (Városháza), zaprojektowany przez Miklósa Ybla, 1873
- Teatr im. Móra Jókaia(inne języki) (Békéscsabai Jókai Színház)
- Muzeum Mihálya Munkácsyego(inne języki) (Munkácsy Mihály Múzeum)
- Konkatedra św. Antoniego z Padwy(inne języki) (Páduai Szent Antal-társszékesegyház)
- Muzeum folkloru słowackiego
- Pomnik Lajosa Kossutha
- Popiersie Lajosa Haana z 1970 r.
- Popiersie Andrása Áchima z 1971 r.

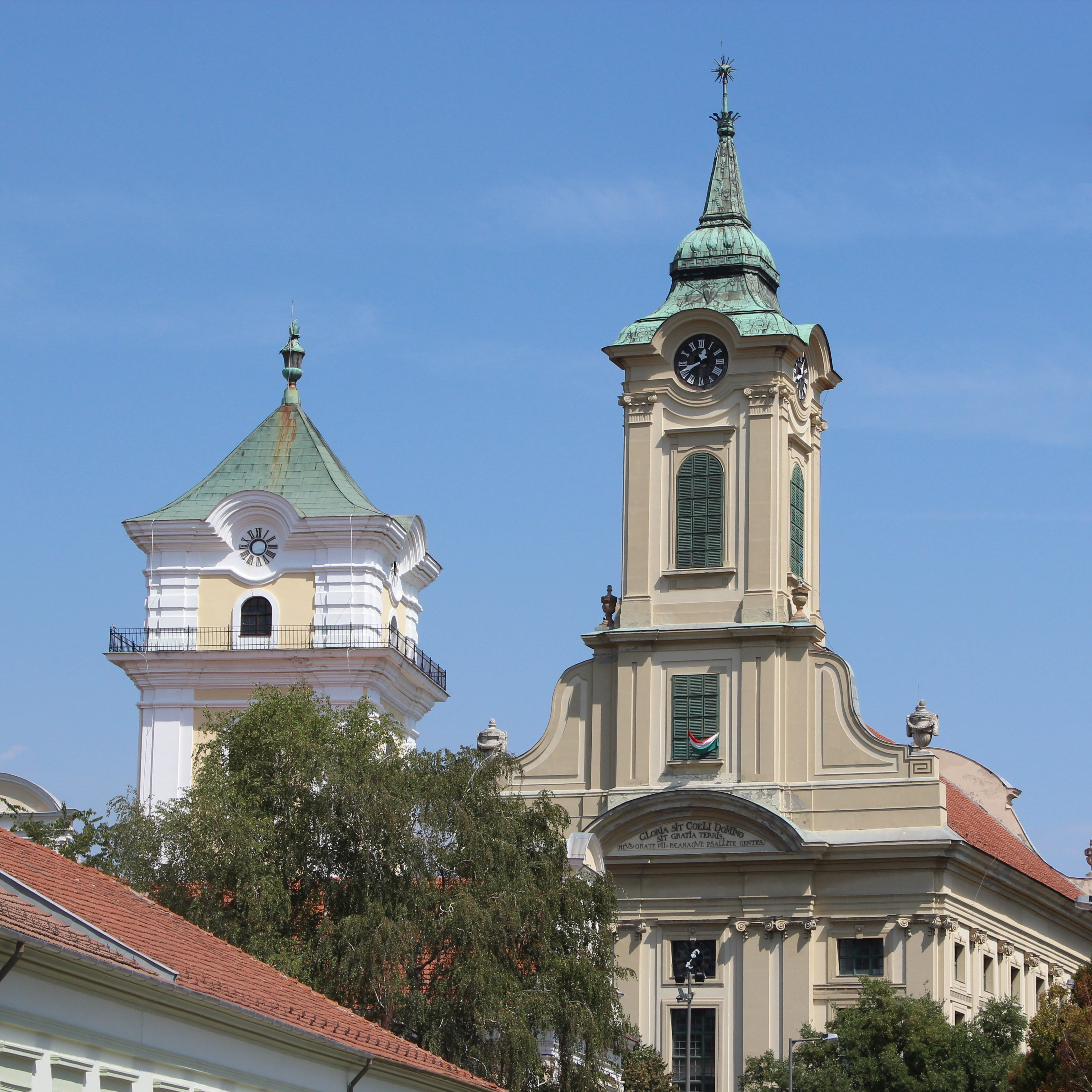
Kościoły ewangelickie: Mały i Wielki
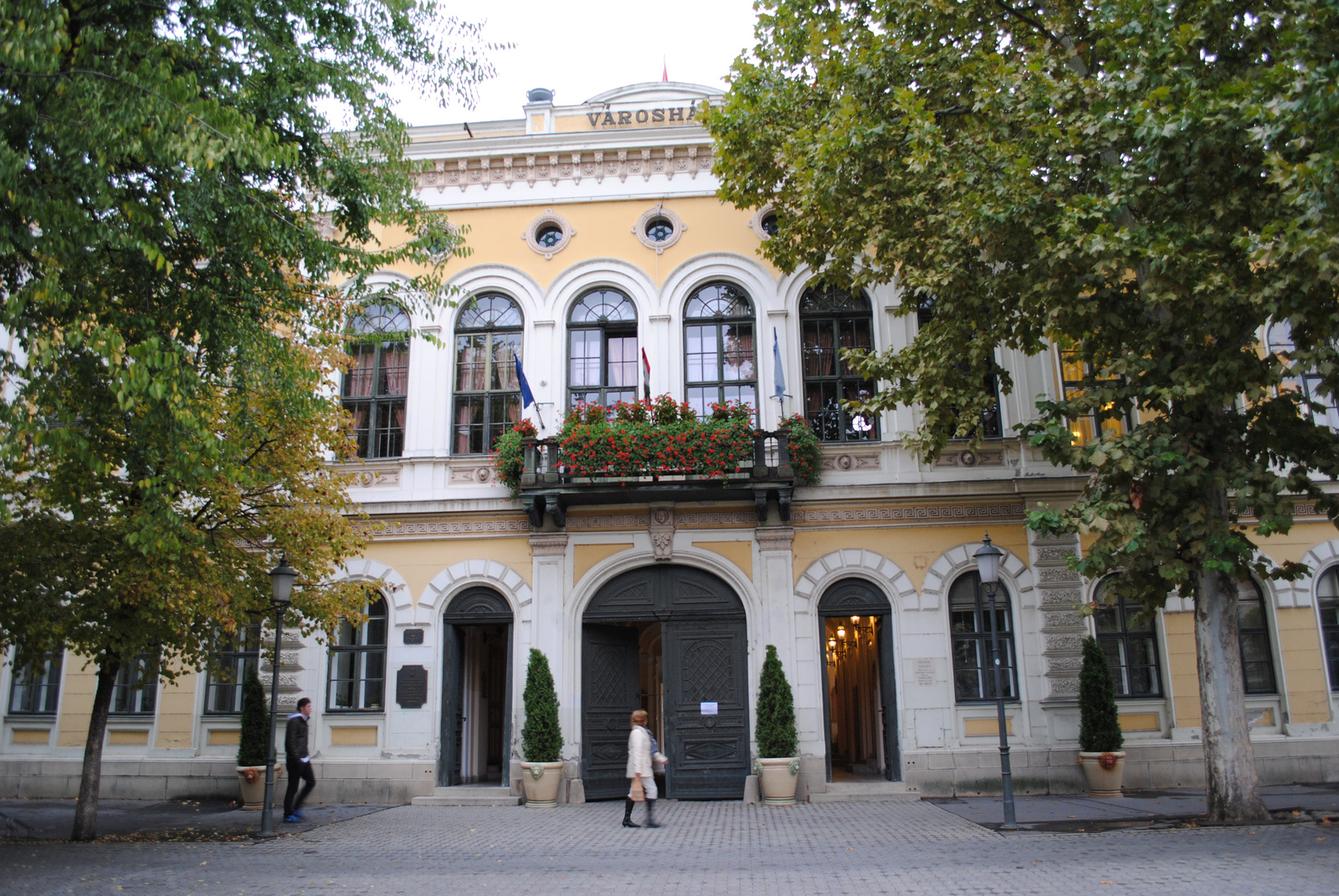
Ratusz
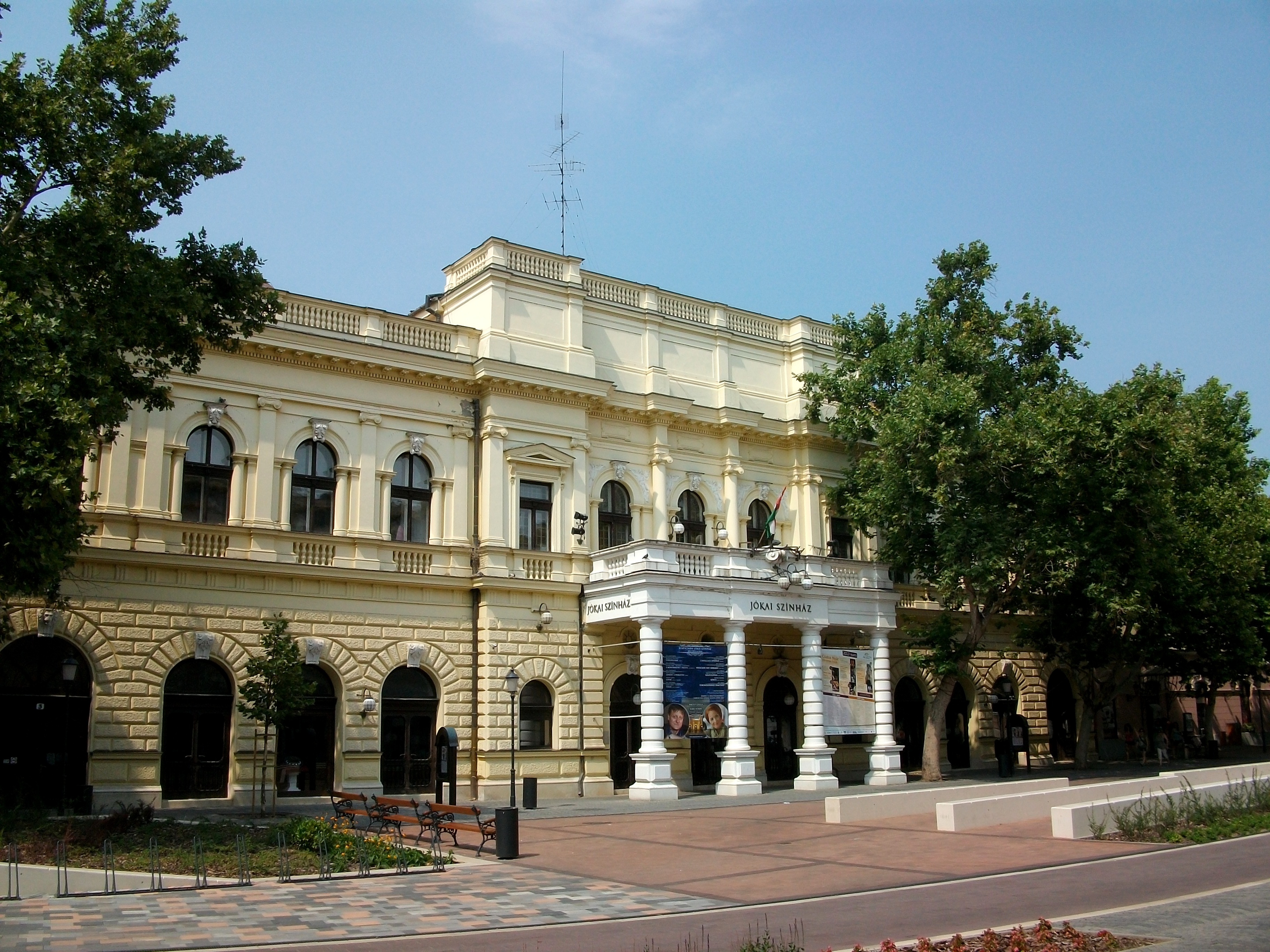
Teatr im. Móra Jókaia
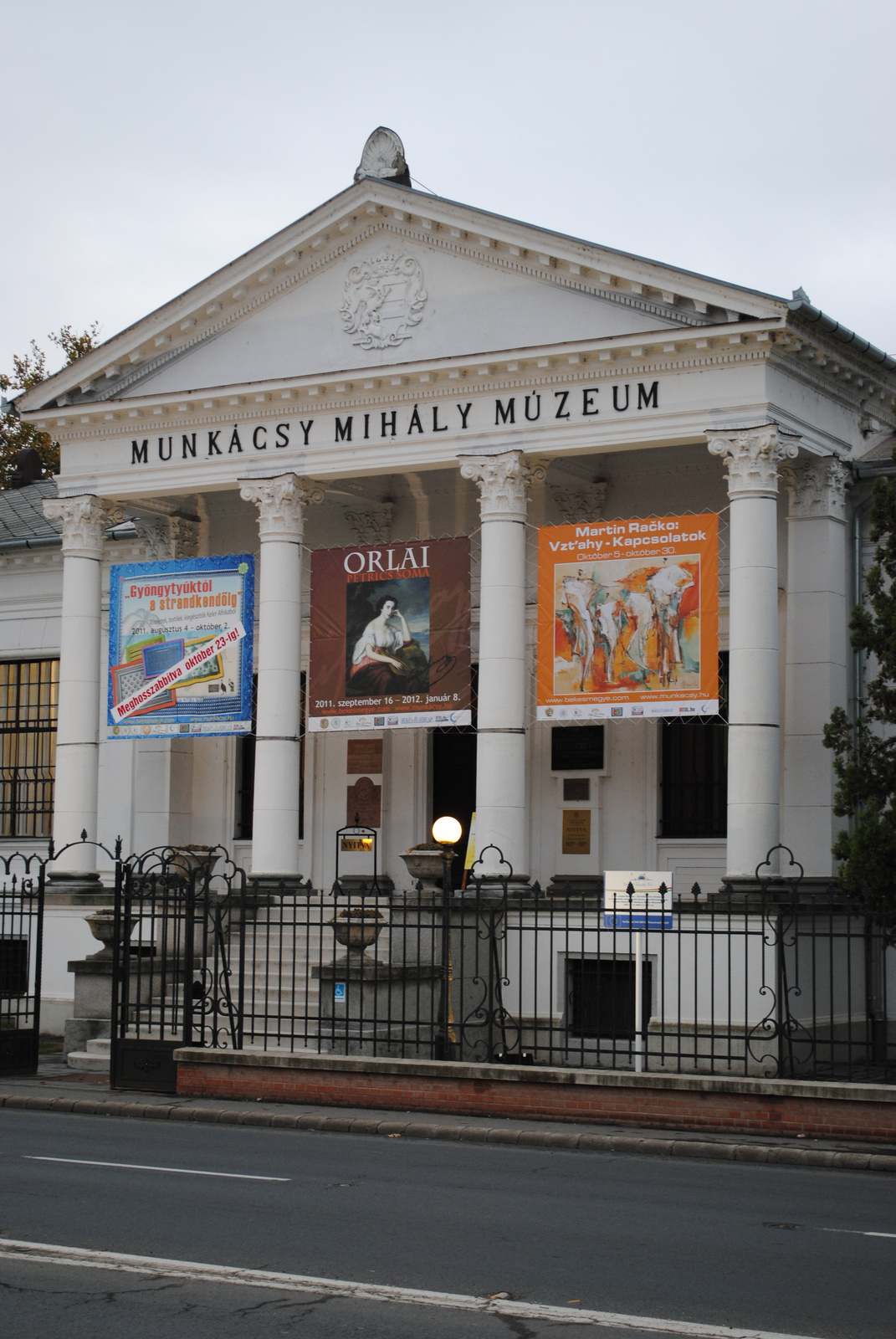
Muzeum Mihálya Munkácsyego
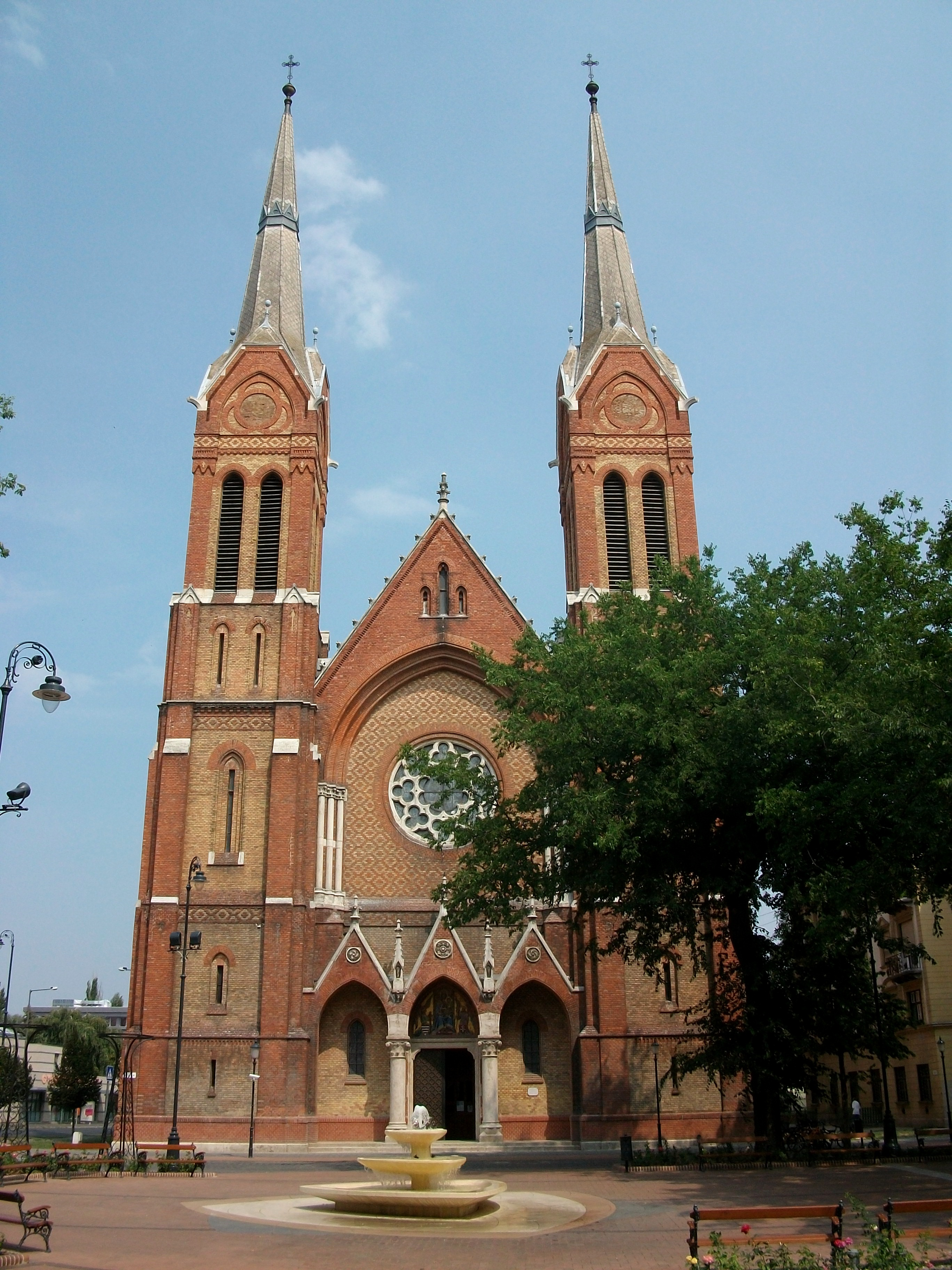
Konkatedra św. Antoniego z Padwy
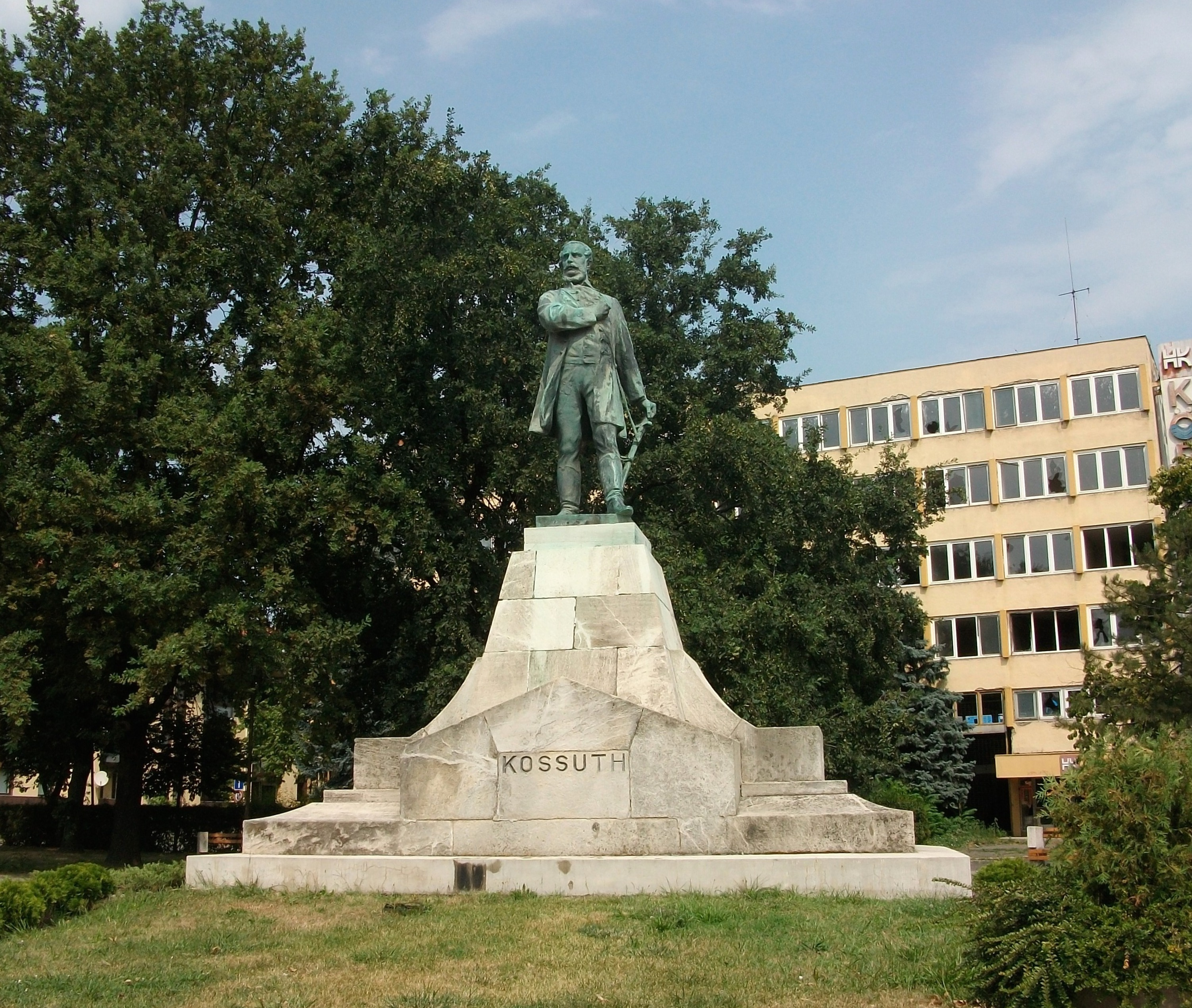
Pomnik Lajosa Kossutha

## Transport

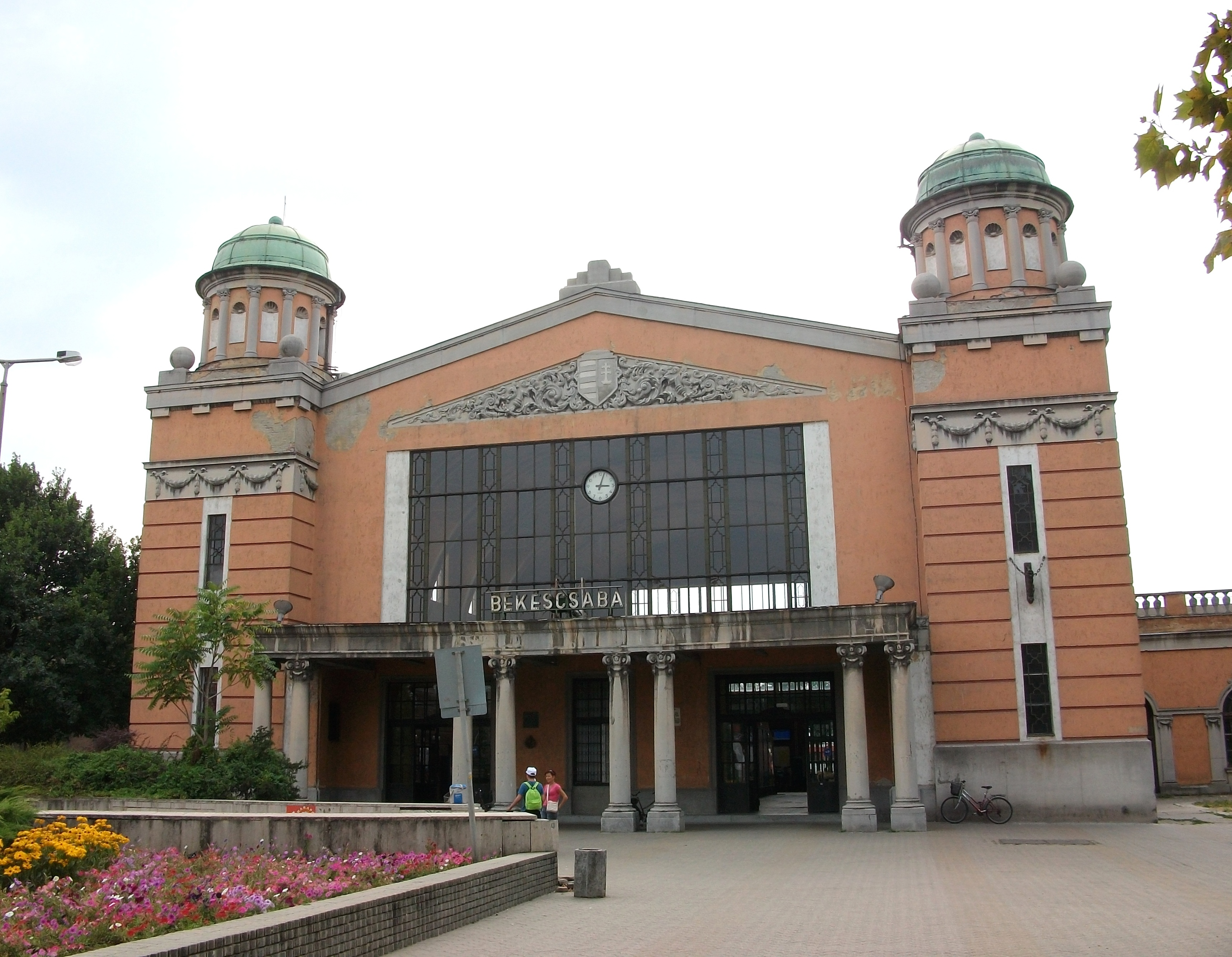
Dworzec kolejowy

W mieście znajdują się dworzec kolejowy oraz dworzec autobusowy.

## Sport
W mieście działa klub piłkarski Békéscsaba 1912 Előre – zdobywca Pucharu Węgier z 1988 r.

## Miasta partnerskie
- Beiuș, Rumunia
- Mikkeli, Finlandia
- Odorheiu Secuiesc, Rumunia
- Tarnowskie Góry, Polska
- Trenczyn, Słowacja
- Użhorod, Ukraina
- Wittenberga, Niemcy
- Zrenjanin, Serbia
- Skoczów, Polska